# Demissolinea
Demissolinea is een monotypisch geslacht van straalvinnige vissen uit de familie van haarstaarten (Trichiuridae).

## Soort
- Demissolinea novaeguineensis Burhanuddin & Iwatsuki, 2003